# Jason Patric
Jason Patric, nacido John Anthony Miller III (Nueva York, 17 de junio de 1966), es un actor de cine, televisión y teatro estadounidense de ascendencia irlandesa, conocido por sus intervenciones en películas como The Lost Boys (1987), Sleepers (1996), Speed 2: Cruise Control (1997), Narc (2002) o Los Perdedores (2010).

## Biografía
Jason Patric nació el 17 de junio de 1966 en Nueva York, concretamente en el distrito de Queens, hijo de Linda Miller y Jason Miller, ambos actores. Es nieto de Jackie Gleason. Tiene un hermano llamado Joshua John Miller. Acudió a la prestigiosa escuela, en la que solo asistían varones, Don Bosco Preparatory High School, en el norte de Nueva Jersey. Es de ascendencia irlandesa.

## Carrera
Jason Patric debutó con el telefilme Toughlove (1985) para posteriormente intervenir en The Lost Boys (1987) en la que compartió cartel con Kiefer Sutherland o Dianne Wiest y que fue dirigida por Joel Schumacher. Tras participar en producciones que dejaron indiferente al público y a la crítica, su primera gran oportunidad le llegaría con el drama Sleepers (1996) junto a Kevin Bacon, Robert De Niro, Brad Pitt y Dustin Hoffman. La cinta fue bien recibida por la crítica y público, recaudando 165 millones de dólares en todo el planeta. Después protagonizaría junto a Sandra Bullock y Willem Dafoe la secuela de Speed (1994) titulada Speed 2: Cruise Control (1997) en la que interpretaba a Alex Shaw, un agente de policía que se veía envuelto en problemas cuando el crucero en el que viajaba con su novia era secuestrado por un lunático. El film fue vapuleado por la mayoría de la prensa especializada y le supuso su primera candidatura al Razzie.
Posteriormente, participó en el drama de Neil LaBute Your Friends & Neighbors (1998), en la que aparecía junto a Ben Stiller o Aaron Eckhart, y por la que recibió una nominación al Satellite Award al mejor actor de reparto en drama; y en el thriller Narc (2002) en la que tenía como compañero de reparto a Ray Liotta, fue dirigida por Joe Carnahan y producida por Tom Cruise. El film fue respaldado por la prensa y fue candidato al gran premio del jurado en el Festival de Cine de Sundance. Años más tarde participó en el remake titulado The Alamo (2004), protagonizado por Dennis Quaid y Billy Bob Thornton y dirigido por John Lee Hancock. La película no funcionó comercialmente, estimándose unas pérdidas de 120 millones de dólares.
Tras unos años de ausencia en grandes proyectos reapareció en el drama dirigido por el ganador del Óscar Paul Haggis In the Valley of Elah (2007), protagonizada por Tommy Lee Jones, Susan Sarandon y Charlize Theron, la cinta fue bien recibida por gran cantidad de críticos. Posteriormente, vendrían personajes secundarios en el drama familiar My Sister's Keeper (2009), junto a Cameron Diaz, y la película de acción Los Perdedores (2010), con Chris Evans y Zoe Saldaña.
En 2016 ha sido protagonista de la segunda temporada de la serie Wayward Pines.

## Filmografía

### Cine
- Toughlove (1985)
- Solarbabies (1986)
- The Lost Boys (1987)
- The Beast of War (1988)
- Denial (1990)
- Hasta la noche, mi amor (1990)
- Rush (1991)
- Geronimo: An American Legend (1993)
- The Journey of August King (1995)
- Sleepers (1996)
- Speed 2: Cruise Control (1997)
- Incognito (1997)
- Your Friends & Neighbors (1998)
- Narc (2002)
- The Alamo (2004)
- Walker Payne (2006)
- Expired (2007)
- In the Valley of Elah (2007)
- Downloading Nancy (2008)
- My Sister's Keeper (2009)
- Los Perdedores (2010)
- Keyhole (2011)
- The Prince (2014)
- The Outsider (2014)
- Lost & Found (2016)
- The Yellow Birds (2017)
- Gangster Land (2017)
- Runt (2018)
- Jitters (2018)
- Big Kill (2019)
- Sin rastro (2020)
- Becoming (2020)
- Burning at Both Ends (2021)
- Nightshade (2022)
- A Circus Story & A Love Song (2022)
- MK Ultra (2022)
- Til Death Do Us Part (2023)

### Televisión
- Ten X Ten (miniserie, 2014)
- Wayward Pines (2016)
- The Girl in the Bathtube (2018)

## Premios

### Satellite Awards
| Año  | Categoría                       | Película                 | Resultado |
| ---- | ------------------------------- | ------------------------ | --------- |
| 1999 | Mejor actor de reparto en drama | Your Friends & Neighbors | Candidato |

## Vida privada
Jason Patric estuvo saliendo durante dos años (1991-1992) con Julia Roberts, después de que esta cancelara su boda con Kiefer Sutherland, íntimo amigo del actor. Se le conocen romances con Sandra Bullock, Robin Wright Penn o Christy Turlington.
Con Danielle Schreiber mantuvo una relación de muchos años con la que tuvo un hijo. Actualmente, está saliendo con la actriz Gia Mantegna desde 2014.